# James Hay, I conte di Carlisle
James Hay, I conte di Carlisle (1580 circa – marzo 1636), è stato un nobile britannico.

## Biografia

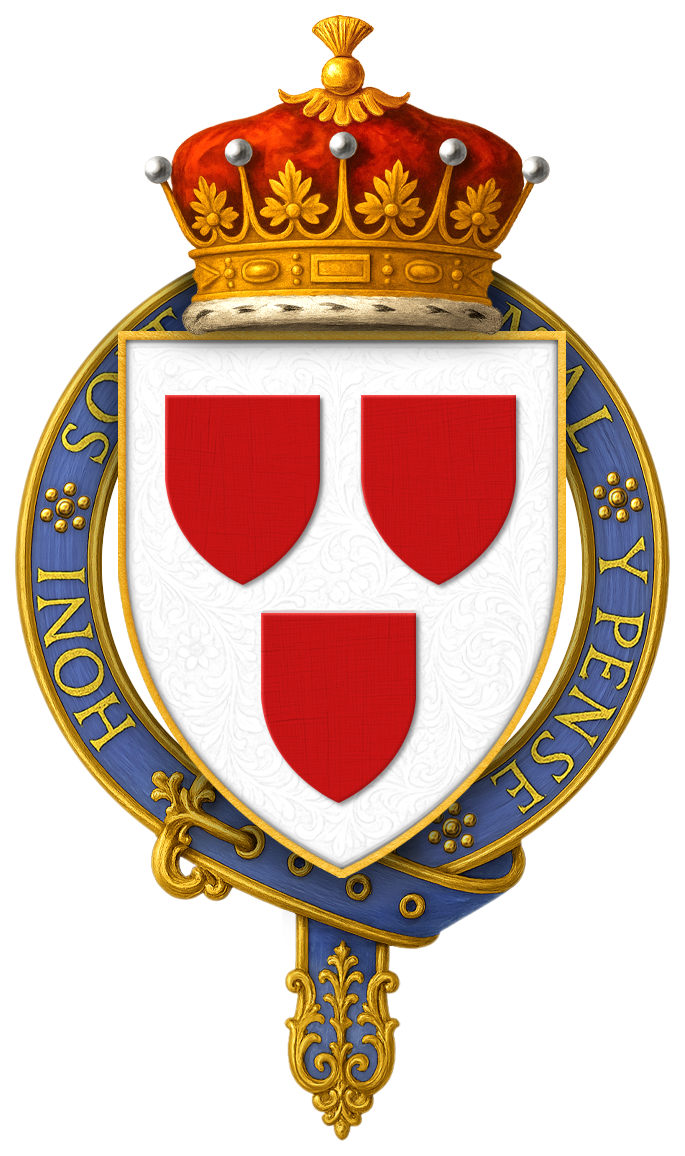
Stemma di Sir James Hay

Di origini scozzesi James Hay nacque attorno al 1580 da James Hay di Fingask (membro di un ramo minore dei conti di Erroll e Margaret Murray.
Creato cavaliere da Giacomo VI di Scozia divenne uno dei suoi favoriti e da lui venne portato in Inghilterra quando ascese al trono inglese nel 1603 diventando gentiluomo della sua camera privata. L'anno seguente venne mandato in Francia a patrocinare la causa degli Ugonotti che stavano creando problemi a Enrico IV di Francia, due anni dopo, il 21 giugno 1606 venne gli venne dato il titolo, vitalizio, di barone, senza tuttavia aver posto o voce in parlamento, probabilmente per non irritare troppo gli altri nobili.
Giacomo gli assegnò numerose rendite, pagò i suoi debiti e gli procurò una buona moglie nella persona di Honoria Denny erede di una grossa fortuna, il matrimonio venne sontuosamente celebrato a corte con un masque il 6 gennaio 1607.
Nel 1610 James divenne membro dell'Ordine del Bagno e cinque anni dopo fu creato Lord Hay di Sawley entrando a far parte della Camera dei lord, a quel tempo egli era da poco rimasto vedovo, sua moglie era stata infatti seppellita qualche mese prima, il 16 agosto, presso l'abbazia di Waltham. Poco dopo James si recò in Francia per negoziare le nozze fra Cristina di Borbone-Francia e il principe Charles e al suo ritorno, nel 1617, divenne membro del Consiglio privato di sua maestà.
Poco dopo egli convolò a nozze con Lucy Percy una delle figlie di Henry Percy, IX conte di Northumberland e Dorothy Percy, contessa di Northumberland.
Divenuto Visconte di Doncaster nel febbraio 1619 fu mandato in Germania dove sposò la causa di Federico V del Palatinato, genero di Giacomo, spingendo perché gli fosse mandato aiuto militare da opporre al Sacro Romano Impero. Fra il 1621 e il 1622 andò di nuovo in Francia per dirimere le sanguinose controversie fra gli ugonotti e Luigi XIII di Francia, ma senza successo, al ritorno in patria venne creato Conte di Carlisle nel settembre 1622.
L'anno dopo James tornò a Parigi con il principe Charles nel corso del suo viaggio a Madrid e di nuovo nel 1624 insieme ad Henry Rich, I conte di Holland, per negoziare le nozze fra il principe ed Enrichetta Maria di Borbone-Francia.
Nel 1625 al trono ascese Carlo I d'Inghilterra e James tornò a rivestire i panni del gentiluomo di camera, nel 1628, dopo il fallito assedio all'Isola di Ré, egli fu mandato a creare un diversivo contro il Armand-Jean du Plessis de Richelieu in Piemonte e in Lorena consigliando vivamente di fare pace con la Spagna, ma di proseguire gli scontri con la Francia. I suoi consigli non vennero seguiti e di lì a poco si ritirò dalla vita pubblica morendo nel marzo 1636.
Dalla prima moglie James aveva avuto un figlio, James, che divenne il II conte di Carlisle, quando questi morì senza eredi il 30 ottobre 1660 il contado si estinse.
James aveva anche interessi oltre mare, nel 1612 entrò a far parte della Virginia Company, oltre che nelle colonie della Nuova Inghilterra James mostrò interesse anche per i Caraibi interesse che lo portò a contrapporsi a Philip Herbert, IV conte di Pembroke e a James Ley, I conte di Marlborough.
Il 2 luglio 1627 gli venne riconfermata proprietà di molte delle isole caraibiche, inclusa Barbados.